# Kościół św. Marcina w Krzeszowicach
Kościół św. Marcina z Tours – neogotycki kościół położony w zachodniej części centrum Krzeszowic nad Krzeszówką.
Wcześniejsza świątynia istniała tu prawdopodobnie w 1337. Obecną wzniesiono w latach 1832 i 1840–1844 według projektu Karola Perciera, Leonarda Fontaine i Karola Fryderyka Schinkla.
Kościół jest murowany z cegły, natomiast fasada licowana jest piaskowcem. W przyziemiu fasady mieści się otwarty przedsionek, poprzedzony trzema ostrołukowymi arkadami. Powyżej, na konsolach umieszczono figury czterech ewangelistów. Centralnym elementem fasady jest rozeta wypełniona maswerkiem, po bokach której znajdują się herby fundatorów: Pilawa Potockich i Korczak Branickich. Niski, trójkątny szczyt zwieńczony jest ażurową kamienną balustradą, na której umieszczono figurę św. Michała Archanioła. Fasada flankowana jest przez niewydatne przypory, przechodzące ponad dachem w ażurowe wieżyczki w formie cyboriów.
W 1908 pochowano w nim Andrzeja Potockiego. W podziemiu znajduje się nekropolia z grobami 15 przedstawicieli krzeszowickiej linii Potockich, m.in. Katarzyny Potockiej (1825–1907), Artura Władysława Potockiego (1850-1890), Adama Józefa Potockiego (1822-1872), oraz Róży z Potockich Branickiej (1782-1862), teściowej Zygmunta Krasińskiego.
Kościół znajduje się na obszarze Krzeszowice (Natura 2000), projektowanego specjalnego obszaru ochrony siedlisk, aktualnie obszaru mającego znaczenie dla Wspólnoty. Utworzony został w celu ochrony kolonii rozrodczej nietoperzy (nocka orzęsionego) zlokalizowanej właśnie na terenie kościoła św. Marcina oraz na okolicznych miejscach żerowania (Park Miejski, Aleja Spacerowa). Jest to kluczowa kolonia rozrodcza nocka orzęsionego – druga pod względem liczebności tego nietoperza w Polsce.

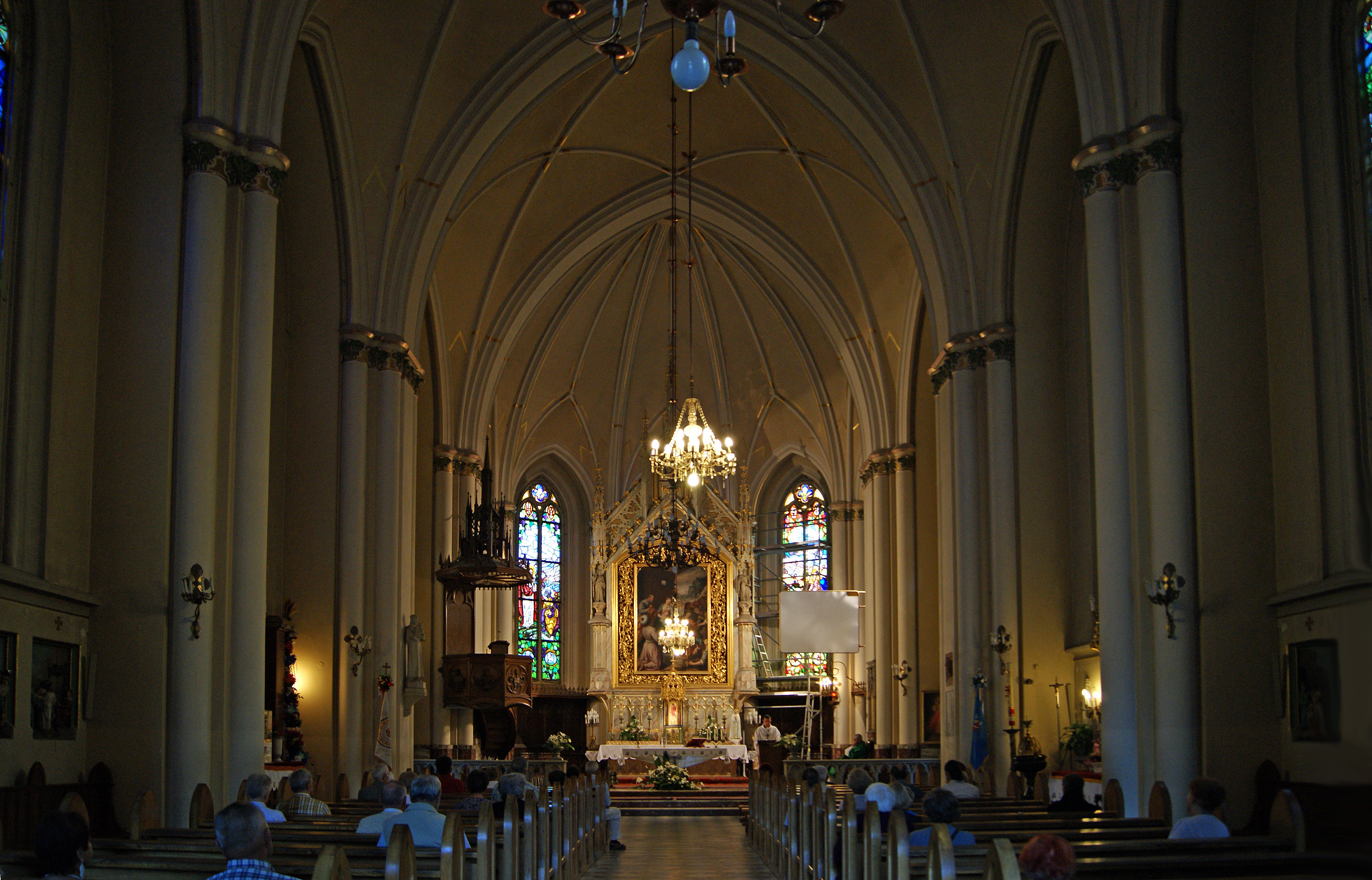
Wnętrze kościoła